# Thương vụ bạc tỷ
Thương vụ bạc tỷ (tiếng Anh: Shark Tank Vietnam) là một chương trình truyền hình thực tế do Đài Truyền hình Việt Nam và công ty TV Hub (trước đây là TV Plus) sản xuất, phát sóng trên kênh VTV3 từ năm 2017. Đây là phiên bản Việt Nam của chương trình truyền hình nổi tiếng Shark Tank của Sony Pictures, chương trình từng 2 lần giành giải thưởng Primetime Emmy Award cho hạng mục chương trình truyền hình thực tế xuất sắc nhất. Chương trình truyền cảm hứng cho các người chơi là doanh nhân khởi nghiệp thực hiện các bài thuyết trình về những sản phẩm độc đáo của họ trước một hội đồng các nhà đầu tư, tường thuật lại quá trình thương thuyết để thuyết phục các nhà đầu tư quyết định đầu tư vào dự án kinh doanh của mình.

## Định dạng
Khi được chọn vào vòng ghi hình, người kêu gọi đầu tư là các doanh nhân khởi nghiệp sẽ đứng trước một nhóm các nhà đầu tư (được gọi là các Shark) để trình bày về sản phẩm của mình. Người kêu gọi đầu tư sẽ phải trải qua 3 phần. Phần đầu tiên, người kêu gọi đầu tư giới thiệu toàn bộ thông tin sản phẩm, tính năng sản phẩm, giá bán, giá sản xuất, hình thức phân phối, lượng sản phẩm bán ra, cũng như số tiền mong muốn được đầu tư. Phần thứ hai, người kêu gọi đầu tư sẽ trả lời các câu hỏi của các nhà đầu tư liên quan đến sản phẩm. Người kêu gọi đầu tư và các nhà đầu tư thương thuyết với nhau về số vốn đầu tư hoặc số lợi nhuận được trả lại (cổ phiếu, lợi nhuận, hình thức khác…). Sau quá trình này, ở phần cuối cùng, các nhà đầu tư sẽ đưa ra quyết định đầu tư hoặc không đầu tư vào dự án của người kêu gọi đầu tư. Các Shark có thể cùng đầu tư, hoặc chỉ một nhà đầu tư, hoặc không có ai đầu tư. Trong trường hợp người kêu gọi đầu tư không hài lòng với đề nghị góp vốn của các nhà đầu tư, họ có quyền từ chối và ra về tay trắng.

## Danh sách nhà đầu tư

### Hiện hành
- Ông Phạm Thanh Hưng: Sinh năm 1972, tốt nghiệp ngành kỹ sư cơ khí luyện kim tại Trường Đại học Bách khoa Hà Nội, cử nhân Ngôn ngữ Anh tại Trường Đại học Ngoại ngữ - Đại học Quốc gia Hà Nội. Ông còn tốt nghiệp Thạc sĩ quản trị kinh doanh trường Quản trị kinh doanh, Viện Công nghệ châu Á, Thái Lan. Hiện là chủ tịch công ty cổ phần đầu tư và phát triển bất động sản Thế Kỷ CENINVEST, Phó Chủ tịch hội đồng quản trị Cen Group, Chủ tịch hội đồng đầu tư Colombus Startup Venture Capital Partners. Ông cũng là người duy nhất tham gia tất cả các mùa của chương trình.
- Ông Nguyễn Hòa Bình: Sinh năm 1981, nhà sáng lập kiêm Chủ tịch Tập đoàn NextTech. Nguyễn Hòa Bình nhà sáng lập và Chủ tịch Hội đồng quản trị Tập đoàn NextTech, là một người có bề dày kiến thức và thành tựu đáng nể trong lĩnh vực công nghệ và doanh nghiệp. Ông đã hoàn thành chương trình thạc sĩ về Quản trị thông tin tại Đại học Osaka, và suốt suốt sự nghiệp của mình, ông đã thu được hơn 30 giải thưởng công nghệ uy tín, thể hiện sự xuất sắc trong việc khởi nghiệp và quản trị doanh nghiệp.
- Ông Nguyễn Văn Thái: Đồng sáng lập & Phó chủ tịch Tập đoàn Thái Hương
- Ông Tillman Schulz: Giám đốc điều hành tập đoàn MDS Holding GMBH & CO.KG, Giám đốc điều hành Evenmomre Ventures
- Bà Nguyễn Phi Vân: Chủ tịch Global Holdings, Chủ tịch Quỹ Go Global Franchise
- Bà Lê Mỹ Nga: Chủ tịch Weangels Innovation Capital
- Ông Bùi Quang Minh: Chủ tịch HĐQT Beta Group

### Trước
- Ông Nguyễn Ngọc Thủy: Nhà sáng lập và Chủ tịch hội đồng quản trị kiêm Tổng Giám đốc Công ty Cổ phần Tập đoàn Giáo dục Egroup, Chủ tịch Hội đồng quản trị Công ty Cổ phần đầu tư Apax Holdings, Chủ tịch hội đồng quản trị Công ty Cổ phần Anh ngữ APAX.
- Ông Trần Anh Vương: Tổng giám đốc Công ty cổ phần SAM Holdings. Tốt nghiệp cử nhân và thạc sĩ ngành quản trị kinh doanh tại Đại học Kinh tế Quốc dân.
- Ông Lê Đăng Khoa: Sinh năm 1983, là nhà sáng lập khu du lịch sinh thái The Bamboo, đồng sáng lập chuỗi cửa hàng 38 Flower Market Tea House. Ông là cựu sinh viên ngành kinh doanh thương mại của trường Đại học RMIT Việt Nam.
- Bà Trương Lý Hoàng Phi: Sinh năm 1982, tốt nghiệp cử nhân tại trường Học viện Hành chính Quốc gia. Hiện là nhà sáng lập và cố vấn Trung tâm Hỗ trợ Thanh niên Khởi nghiệp BSSC, giám đốc điều hành VinTech City thuộc Tập đoàn Vingroup.
- Ông Nguyễn Mạnh Dũng (Dzũng Nguyễn): Là giám đốc quỹ đầu tư CyberAgent Việt Nam & Thái Lan, nhà đầu tư và cố vấn cho nhiều công ty khởi nghiệp trong lĩnh vực công nghệ của Việt Nam như Tiki, Foody, Vatgia, NhacCuaTui,... và các công ty công nghệ tại Thái Lan như Priceza, aCommerce, Getlinks... Ông là cựu sinh viên ngành kinh doanh quốc tế của Trường Đại học Ngoại thương [1] và thạc sĩ kinh tế của Đại học Hosei (Tokyo, Nhật Bản).
- Ông Đặng Hồng Anh: Chủ tịch Hội đồng quản trị và Chủ tịch Hội đồng sáng lập Công ty Cổ phần Địa ốc Sài Gòn Thương Tín, Phó Chủ tịch Tập đoàn Thành Thành Công, nhà sáng lập - Chủ tịch công ty TNHH MTV Đầu tư DHA
- Ông Nguyễn Thanh Việt: Chủ tịch Hội đồng quản trị kiêm Tổng Giám đốc công ty cổ phần Đầu tư Xây dựng Hạ tầng và Giao thông (Intracom), Chủ tịch HĐTV tổ hợp y tế Phương Đông.
- Bà Đỗ Thị Kim Liên: Nhà sáng lập ứng dụng bảo hiểm LIAN, Lãnh sự danh dự của Nam Phi tại Thành phố Hồ Chí Minh.
- Ông Nguyễn Xuân Phú: Sinh năm 1971, theo học ngành tài chính kế toán tại trường Trường Đại học Kinh tế Quốc dân với tấm bằng loại khá. Ông là nhà sáng lập và là Chủ tịch hội đồng quản trị Tập đoàn Sunhouse
- Bà Thái Vân Linh: Sinh năm 1977, Thái Vân Linh đã từng học trung học ở Victorville, California. Bà tốt nghiệp ngành Quản trị kinh doanh tổng hợp tại Đại học Nam California năm 1999, sau đó học lên thạc sĩ ngành Quản trị kinh doanh chuyên ngành tài chính tại Đại học Pennsylvania năm 2006. Hiện là Nhà sáng lập và CEO của TVL Group, cố vấn cấp cao quỹ đầu tư Openspace Venture. Với hơn 20 năm kinh nghiệm trong lĩnh vực tài chính, điều hành, và truyền thông, bà luôn mong muốn được làm việc với những nhà sáng lập và khởi nghiệp với tư cách là nhà đầu tư và người cố vấn.
- Ông Lê Hùng Anh: Nhà sáng lập kiêm Giám đốc điều hành BIN Corporation Group
- Ông Erik Jonsson: Đối tác điều hành Quỹ đầu tư mạo hiểm Antler Việt Nam
- Bà Lê Hàn Tuệ Lâm: Giám đốc Nextran Việt Nam
- Ông Nguyễn Thế Lữ (Louis Nguyễn): Chủ tịch Hội đồng Quản trị kiêm Tổng giám đốc Công ty Quản lý Quỹ Saigon (SAM).

### Dòng thời gian của các Shark
| Shark               | Mùa       | Mùa       | Mùa       | Mùa       | Mùa       | Mùa       | Mùa       |
| Shark               | 1 (2017)  | 2 (2018)  | 3 (2019)  | 4 (2021)  | 5 (2022)  | 6 (2023)  | 7 (2024)  |
| ------------------- | --------- | --------- | --------- | --------- | --------- | --------- | --------- |
| Phạm Thanh Hưng     | Chính     | Chính     | Chính     | Chính     | Chính     | Khách mời | Chính     |
| Thái Vân Linh       | Chính     | Chính     | Khách mời | Khách mời | Khách mời |           |           |
| Nguyễn Xuân Phú     | Chính     | Chính     |           | Chính     | Khách mời |           |           |
| Trần Anh Vương      | Chính     |           |           |           |           |           |           |
| Nguyễn Mạnh Dũng    |           | Chính     | Chính     |           |           |           |           |
| Nguyễn Thanh Việt   |           | Khách mời | Chính     | Khách mời |           |           |           |
| Đỗ Thị Kim Liên     |           |           | Chính     | Chính     | Chính     |           |           |
| Nguyễn Hòa Bình     |           |           | Khách mời | Chính     | Chính     | Chính     | Chính     |
| Nguyễn Ngọc Thủy    | Khách mời | Khách mời | Khách mời |           |           |           |           |
| Lê Đăng Khoa        | Khách mời |           |           |           |           |           |           |
| Trương Lý Hoàng Phi | Khách mời |           |           |           |           |           |           |
| Louis Nguyễn        |           | Khách mời |           | Khách mời | Khách mời | Khách mời |           |
| Đặng Hồng Anh       |           | Khách mời |           |           |           |           |           |
| Lê Hùng Anh         |           |           |           |           | Khách mời | Chính     |           |
| Erik Jonsson        |           |           |           |           | Khách mời | Khách mời |           |
| Lê Hàn Tuệ Lâm      |           |           |           |           |           | Chính     |           |
| Bùi Quang Minh      |           |           |           |           |           | Khách mời | Khách mời |
| Nguyễn Phi Vân      |           |           |           |           |           |           | Khách mời |
| Nguyễn Văn Thái     |           |           |           |           |           |           | Chính     |
| Lê Mỹ Nga           |           |           |           |           |           |           | Khách mời |
| Tillman Schulz      |           |           |           |           |           |           | Khách mời |

## Phát sóng
Thương vụ bạc tỷ lên sóng tập đầu tiên vào ngày 11/11/2017 trên VTV3. Trong mùa đầu tiên, chương trình được phát sóng vào 11:00 trưa thứ 7 hàng tuần, trước khi chuyển sang khung giờ tối vào lúc 20:30 các ngày thứ 4 ở hai mùa tiếp theo. Từ mùa thứ 4 và mùa thứ 5, Thương vụ bạc tỷ được phát sóng vào tối chủ nhật lúc 20:00. Từ mùa thứ 6, Thương vụ bạc tỷ được phát sóng vào tối thứ 2 lúc 20:30.

## Tạm ngừng phát sóng hoặc thay đổi khung giờ phát sóng
Trong suốt thời gian lên sóng, chương trình đã có một số lần phải tạm dừng hoặc thay đổi kế hoạch phát sóng do trùng với thời điểm diễn ra các sự kiện đặc biệt và đã phát sóng trở lại vào tuần kế tiếp. Cụ thể:

#### Tạm ngừng ghi hình và phát sóng
- 26/9/2018, do trùng vào lễ Quốc tang Chủ tịch nước Trần Đại Quang.
- 9/10/2023, do trùng truyền hình trực tiếp Vang mãi khúc quân hành.
- 12/2/2024, do trùng với dịp Tết Nguyên Đán.

#### Thay đổi giờ phát sóng do trùng với sự kiện đặc biệt
- Lùi thời gian tập phát sóng ngày 23/5/2021 sang 20:17 cùng ngày, do việc phát sóng Bản tin Thời sự 19h kéo dài trong gần 1 tiếng để đưa tin về ngày bầu cử đại biểu Quốc hội khóa XV và đại biểu HĐND các cấp nhiệm kỳ 2021 - 2026.

## Nhà tài trợ
- VietABank
- My Café (Pepsico)
- SAM Holdings
- Tập đoàn Thế kỷ
- Nhà hàng Le Royal Saigon
- Hotel des Arts Saigon
- Mgallery Collection
- Nội thất Phố Xinh
- Ashley Funiture Homestore
- TPBank
- Apax Leaders
- Tập đoàn Tân Hoàng Minh
- Bệnh viện Đa khoa Phương Đông
- CENLand
- Next360
- Bảo hiểm Công nghệ LIAN
- Tập đoàn Sunhouse
- Intracom Group
- EuroStyle
- Cenhomes.vn
- BIN Coporation
- Vietinbank

## Các phiên bản khác

### Sếp nhí khởi nghiệp
Sếp nhí khởi nghiệp (tiếng Anh: Kiddie Shark) là phiên bản nhí của Thuơng vụ bạc tỷ, phát sóng trên kênh VTV3 vào lúc 15:00 thứ 7 hàng tuần từ ngày 20 tháng 7 đến 28 tháng 9 năm 2019. Đây là chương trình truyền hình thực tế gọi vốn khởi nghiệp dành cho trẻ em độ tuổi từ 7 đến 14, với diễn viên Sam là người dẫn chương trình